# Maurice Mathurin
Maurice Mathurin né le 20 mai 1884 à Tours où il est mort le 13 novembre 1965 est un peintre français.

## Biographie
Maurice Augustin Adolphe Mathurin Edmé est le fils de Jean Léon Mathurin Edmé, employé de commerce, et de Jeanne Louise Antoinette Pasquier.
Peintre décorateur en 1904, il est incorporé au 66e régiment d'infanterie en 1905, il est réformé pour cause de tuberculose pulmonaire.
Élève de Léon Bonnat, Luc-Olivier Merson et Ernest Laurent, il expose au Salon à partir de 1908. Il obtient en 1911 le second grand prix de Rome pour son œuvre Jésus au calvaire.
Lors de la Première Guerre mondiale, il est engagé spécial pour la durée de la guerre comme infirmier secrétaire à l'hôpital de Tours. il est démobilisé en mars 1919.
Il devient professeur à l'École de beaux-arts de Tours en 1920.
Il épouse Yvonne Jeanne Adélaïde Aimée Strady en 1925.
il est nommé directeur des Beaux-Arts de Tours jusqu’en 1950.
Il meurt le 13 novembre 1965.

## Hommages
- La Ville de Tours lui dédie l'allée Maurice Mathurin.